# Claude Rains
 (mars 2022).
Si vous disposez d'ouvrages ou d'articles de référence ou si vous connaissez des sites web de qualité traitant du thème abordé ici, merci de compléter l'article en donnant les références utiles à sa vérifiabilité et en les liant à la section « Notes et références ».
Pour les articles homonymes, voir Rains.
Claude Rains est un acteur britannique, né le 10 novembre 1889 à Clapham, Londres (Royaume-Uni), et mort le 30 mai 1967 à Laconia, dans le New Hampshire (États-Unis).

## Biographie
Fils de l'acteur Fred Rains, à qui il doit sa passion de comédien, Claude Rains est issu d'une famille de douze enfants dont seuls trois survécurent. Gazé en novembre 1916, durant la Première Guerre mondiale à Vimy, il restera presque aveugle d'un œil.
Herbert Beerbohm Tree, fondateur de l'Académie royale d'Art dramatique, reconnaît son talent d'acteur et lui paie des leçons afin de corriger son élocution (Rains était affublé d'un terrible accent cockney et était de plus incapable de prononcer le son « r »).
C'est pourtant grâce à sa voix riche et profonde qu'il se fait connaître à Hollywood dans un rôle où l'on ne découvre son visage qu'à la dernière scène, puisqu'il s'agit de L'Homme invisible de James Whale. À partir de 1936, engagé par la Warner, il se voit confier toute une série de personnages sombres. Il incarne un sénateur corrompu dans Monsieur Smith au Sénat (Mr. Smith Goes to Washington) (1939), un policier français véreux dans Casablanca (1942), rôles dans lesquels il excelle (cet emploi lui vaudra quatre nominations aux Oscars).
Par la suite, les studios Universal lui confient le rôle-titre dans le remake de 1943 du Fantôme de l'Opéra, où il succède à une star du cinéma muet d'horreur, Lon Chaney, « l'homme aux mille visages » (il avait auparavant tourné avec le fils de ce dernier, Lon Chaney Jr., dans Le Loup-garou).
Bien sûr Rains est souvent au second plan, derrière des acteurs jugés plus sympathiques et/ou séduisants : Cary Grant, Fredric March, Errol Flynn, James Stewart, Paul Muni, Jean Gabin, Glenn Ford, Robert Mitchum, Burt Lancaster, Rock Hudson, jusqu'à Richard Chamberlain en 1963. Il s'illustre dans des classiques tels que le Robin des Bois de Curtiz ou Je suis un criminel de Berkeley. Mais il fut aussi un séducteur, comme son compatriote James Mason : Claude Rains tint des premiers rôles face à Kay Francis, Lana Turner, Vivien Leigh, Ann Todd et surtout Bette Davis, dont il était l'acteur préféré.
En 1946, dans Les Enchaînés, Alfred Hitchcock exploite parfaitement l’expressivité émotive de l’acteur, dont le visage parvient à traduire avec une grande subtilité toute une palette de sentiments contraires. Truffaut note à propos de son jeu dans Les Enchaînés : « C’est assez touchant, ce petit homme amoureux d’une grande femme. » Dans ce rôle de composition, qui lui vaut une nouvelle nomination aux Oscars, Rains passe avec aisance de l'expression de l’amoureux à celle de l’homme trahi par la même femme (Ingrid Bergman). Il doit alors dissimuler ses émotions et jouer l’homme machiavélique avant de devenir un homme traqué. Tout au long de ce film, ses micro-comportements et son regard passent du rayonnement du début (retrouvailles avec Alicia) à la haine la plus féroce (trahison et désir de vengeance) pour s'achever dans la peur.
On le voit encore durant les années 1950 dans divers rôles de qualité où s’expriment toujours avec subtilité ses capacités de jeu d’acteur, qui n'excluent ni l’humour ni l’ironie ou la malice. Claude Rains, idole des cinéphiles, finit sa carrière dans le rôle du roi Hérode, après avoir incarné Jules César et Napoléon.
Il est inhumé au Red Hill Cemetery à Moultonborough, dans le New Hampshire.

## Vie privée
Claude Rains se maria six fois :
- avec l'actrice Isabel Jeans de 1913 à 1915 (1891-1985) (divorcés) ;
- avec Marie Hemingway en 1920 (1892-1939) (divorcés la même année) ;
- avec Beatriz Thomas de 1924 à 1935 (1900-1986) (divorcés) ;
- avec Frances Propper de 1935 à 1956 (divorcés) ; une fille, l'actrice Jessica Rains née en 1938 ;
- avec Agi Jambor (en) de 1959 à 1960 (divorcés) ;
- avec Rosemary Clark Schrode de 1960 à la mort de celle-ci en 1964.

## Filmographie

### Cinéma
- 1920 : Build Thy House (en) de Fred Goodwins : Clarkis
- 1933 : L'Homme invisible (The Invisible Man) de James Whale : l'homme invisible
- 1934 : Le Clairvoyant (en) (The Clairvoyant) de Maurice Elvey : Maximus
- 1934 : Crime Without Passion de Ben Hecht et Charles MacArthur : Lee Gentry
- 1934 : The Man Who Reclaimed His Head de Edward Ludwig : Paul Verin
- 1935 : The Mystery of Edwin Drood de Stuart Walker : John Jasper
- 1935 : Intelligence Service (The Last Outpost) de Louis J. Gasnier et Charles Barton : John Stevenson
- 1936 : Hearts Divided de Frank Borzage : Napoléon Bonaparte
- 1936 : Anthony Adverse de Mervyn LeRoy : marquis Don Luis
- 1937 : Stolen Holiday de Michael Curtiz : Stefan Orloff
- 1937 : Le Prince et le Pauvre (The Prince and the Pauper) de William Keighley : Comte d'Hertford
- 1937 : La ville gronde (They won't forget) de Mervyn LeRoy : District Attorney Andrew J. « Andy » Griffin
- 1938 : La Femme errante (White Banners) d'Edmund Goulding : Paul Ward
- 1938 : La Bataille de l'or (Gold Is Where You Find It) de Michael Curtiz : Colonel Christopher « Chris » Ferris
- 1938 : Les Aventures de Robin des Bois (The Adventures of Robin Hood) de Michael Curtiz : Prince Jean
- 1938 : Rêves de jeunesse (Four Daughters) de Michael Curtiz : Adam Lemp
- 1939 : Je suis un criminel (They Made Me a Criminal) de Busby Berkeley : Détective Monty Phelan
- 1939 : Juarez de William Dieterle : Empereur Napoléon III
- 1939 : Les Fils de la Liberté (Sons of Liberty) de Michael Curtiz : Haym Salomon
- 1939 : Filles courageuses (Daughters Courageous) de Michael Curtiz : Jim Masters
- 1939 : Monsieur Smith au Sénat (Mr. Smith Goes to Washington) de Frank Capra : Sénateur Joseph Harrison Paine
- 1939 : Quatre Jeunes Femmes (Four Wives) de Michael Curtiz : Adam Lemp
- 1940 : Saturday's Children de Vincent Sherman : M. Henry Halevy
- 1940 : L'Aigle des mers (The Sea Hawk) de Michael Curtiz : Don José Alvarez de Cordoba
- 1940 : La Femme aux cheveux rouges (Lady with Red Hair) de Curtis Bernhardt : David Belasco
- 1941 : Femmes adorables (Four Mothers) de William Keighley : Adam Lemp
- 1941 : Le Défunt récalcitrant (Here Comes Mr. Jordan) d’Alexander Hall : M. Jordan
- 1941 : Le Loup-garou (The Wolf Man) de George Waggner : Sir John Talbot
- 1942 : Crimes sans châtiment (Kings Row) de Sam Wood : Dr Alexander Tower
- 1942 : La Péniche de l'amour (Moontide) d'Archie Mayo : Nutsy
- 1942 : Une femme cherche son destin (Now, Voyager) de Irving Rapper : Dr Jaquith
- 1942 : Casablanca de Michael Curtiz : Capitaine Renault
- 1943 : Et la vie recommence (Forever and a Day) : Ambrose Pomfret
- 1943 : Le Fantôme de l'Opéra (Phantom of the Opera) d'Arthur Lubin : Erique Claudin
- 1944 : Passage pour Marseille (Passage to Marseille) de Michael Curtiz : Capitaine Freycinet
- 1944 : Femme aimée est toujours jolie (Mr. Skeffington) de Vincent Sherman : Job Skeffington
- 1945 : Strange Holiday de Arch Oboler : John Stevenson
- 1945 : Notre cher amour (This Love of Ours) de William Dieterle : Joseph Targel
- 1945 : César et Cléopâtre (Caesar and Cleopatra) de Gabriel Pascal : Jules César
- 1946 : Les Enchaînés (Notorious) d'Alfred Hitchcock : Alexander Sebastian
- 1946 : L'Évadé de l'enfer (Angel on My Shoulder) d'Archie Mayo : Nick
- 1946 : Jalousie (Deception) de Irving Rapper : Alexander Hollenius
- 1947 : Le crime était presque parfait (The Unsuspected) de Michael Curtiz : Victor Grandison
- 1949 : Les Amants passionnés (The Passionate Friends) de David Lean : Howard Justin
- 1949 : La Corde de sable (Rope of Sand) de William Dieterle : Arthur « Fred » Martingale
- 1949 : Song of Surrender (en) de Mitchell Leisen : Elisha Hunt
- 1950 : La Tour blanche (The White Tower) de Ted Tetzlaff : Paul DeLambre
- 1950 : Voyage sans retour (Where Danger Lives) de John Farrow : Frederick Lannington
- 1951 : L'équipage fantôme (Sealed Cargo) de Alfred L. Werker : capitaine Skalder
- 1952 : L'Homme qui regardait passer les trains (The man who watched the trains go by) de Harold French : Kees Popinga
- 1956 : L'Homme de Lisbonne (Lisbon) de Ray Milland : Aristides Mavros
- 1959 : Cette terre qui est mienne (This Earth is mine) de Henry King : Philippe Rambeau
- 1960 : Le Monde perdu (The Lost World) d'Irwin Allen : professeur George Edward Challenger
- 1961 : La Planète des hommes perdus (Il Pianeta degli uomini spenti) : professeur Benson
- 1962 : Lawrence d'Arabie (Lawrence of Arabia) de David Lean : M. Dryden
- 1963 : Le Motel du crime (Twilight of Honor) de Boris Sagal : Art Harper
- 1965 : La Plus Grande Histoire jamais contée (The Greatest Story Ever Told) de George Stevens : Hérode

### Télévision
- 1957 : The Pied Piper of Hamelin (en) de Bretaigne Windust : maire d'Hamelin
- 1959 : Once Upon a Christmas Tree
- 1960 : Shangri-La : High Lama

## Distinctions
Oscars
- 1939 : nommé au titre du meilleur second rôle masculin pour le rôle du Sénateur Joseph Paine dans Monsieur Smith au Sénat (Mr. Smith Goes to Washington) de Frank Capra.
- 1943 : nommé au titre du meilleur second rôle masculin pour le rôle du capitaine Louis Renault dans Casablanca de Michael Curtiz.
- 1944 : nommé au titre du meilleur second rôle masculin pour le rôle de Job Skeffington dans Femme aimée est toujours jolie (Mr. Skeffington) de Vincent Sherman.
- 1946 : nommé au titre du meilleur second rôle masculin pour le rôle de Alexander Sebastian dans Les Enchaînés (Notorious) d'Alfred Hitchcock.

## Hommage
Dans la série Heroes, un personnage appelé Claude Rains a la capacité de devenir invisible, en hommage à l'acteur du même nom et au film qui le rendit célèbre.